# 圣阿芒德欧特泰尔
圣阿芒德欧特泰尔（法語：Saint-Amand-des-Hautes-Terres，法語發音：[sɛ̃.t‿amɑ̃ de ot tɛʁ]）是法国厄尔省的一个旧市镇，属于贝尔奈区。2016年1月1日，圣阿芒德欧特泰尔和相邻的昂夫勒维尔-拉康帕涅合并为新市镇昂夫勒维尔-圣阿芒。

## 地理
圣阿芒德欧特泰尔（49°14'2"N, 0°56'0"E）面积2.98 平方千米，位于法国诺曼底大区厄尔省，该省份为法国北部内陆省份，北起滨海塞纳省，西接奧恩省和卡爾瓦多斯省，南至厄尔-卢瓦省，东临瓦兹省、瓦兹河谷省和伊夫林省。
圣阿芒德欧特泰尔的时区为UTC+01:00、UTC+02:00（夏令时）。

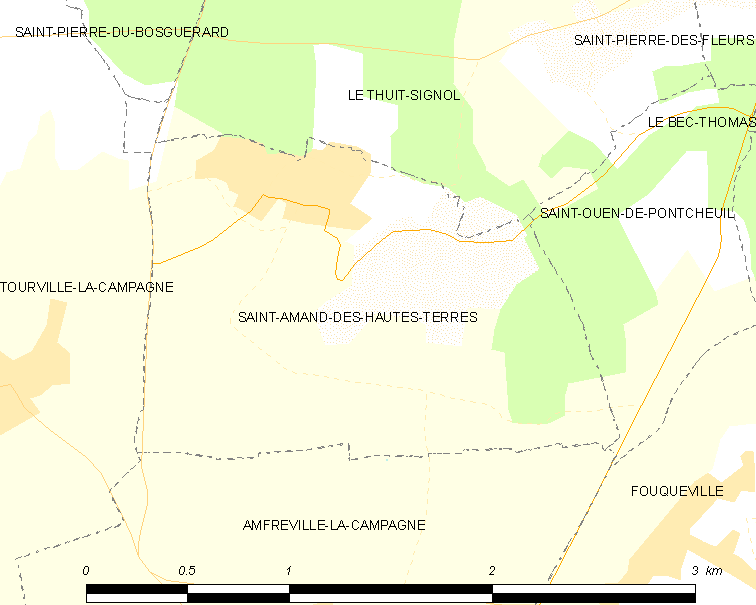
圣阿芒德欧特泰尔的OSM定位图

## 行政
圣阿芒德欧特泰尔的邮政编码为27370，INSEE市镇编码为27506。

## 政治
圣阿芒德欧特泰尔所属的省级选区为大布特鲁尔德县。

## 人口

1962-2008年间圣阿芒德欧特泰尔人口变化图示

圣阿芒德欧特泰尔于2018年1月1日时的人口数量为284人。